# Wartenau
Die Wartenau ist eine Hauptverkehrsstraße im Hamburger Stadtteil Hohenfelde. Sie ist Teil der Bundesstraße 5, ihre amtliche Schlüsselnummer ist W076.
Obwohl die Straße selbst vollständig im Stadtteil Hohenfelde und damit im Bezirk Hamburg-Nord liegt, gehören die nordöstlichen Grundstücke bereits zum Stadtteil Eilbek und damit zum Bezirk Wandsbek.

## Name, Verlauf und Geschichte

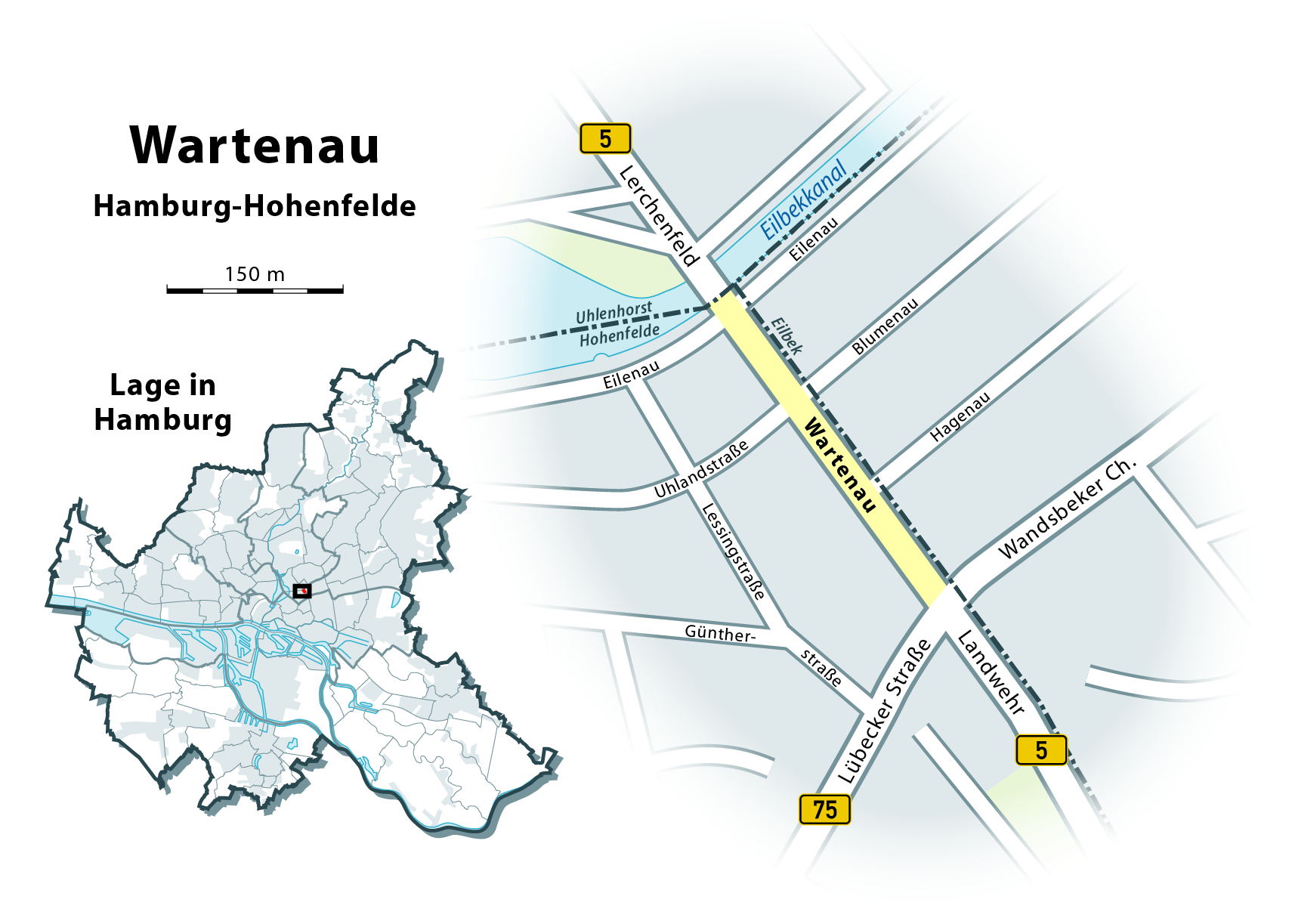
Verlauf der Wartenau

Die Straße Wartenau, die ihren Namen von einem früheren Wachturm (Warte) beim „Lübschen Baum“ ableitet und seit 1874 diesen Namen trägt, beginnt nördlich der Wandsbeker Chaussee als Verlängerung der Landwehr. Der Wachturm schützte den mit einem Schlagbaum gesicherten Durchgang der Landstraße nach Lübeck durch die Landwehr. Sie endet an der Wartenaubrücke über den Eilbekkanal. Nördlich davon verläuft die B5 weiter unter dem Namen Lerchenfeld.
In der Hausnummer 4 auf Eilbeker Seite befand sich seit Anfang der 1970er Jahre bis 2020 das Restaurant „Golden China“, das damit zu den traditionsreichsten bestehenden China-Restaurants der Stadt gehörte. Zuvor befand sich dort eine Weinstube.
Auf der Hohenfelder Seite der Straße befinden sich hinter dem Spirituosen-Fachgeschäft „Weinquelle“ zwei kirchliche Sozialeinrichtungen: In Hausnummer 5 hat sich der Sozialdienst katholischer Frauen mit seiner Hamburger Dependance niedergelassen. Daneben richtete die evangelisch-lutherische Kirche im Haus Nummer 7a Anfang der 1950er Jahre ein Mädchenheim ein. In den 1970er Jahren befand sich dort das Sozialpfarramt der evangelischen Landeskirche. Heute befindet sich dort und im benachbarten Haus 9 ein Wohnprojekt der „Neue Wohnung – gemeinnützige Wohnungslosenhilfe“, die von einer evangelisch-lutherischen Kirchengemeinde, der „Ambulanten Hilfe Hamburg“ und der „Benno und Inge Behrens-Stiftung“ getragen wird. In der Hausnummer 9 befand sich zuvor seit 1966 die Evangelische Familien- und Lebensberatung. Auch der Kirchliche Dienst in der Arbeitswelt war zeitweise dort untergebracht. Direkt nördlich befand sich in der Wartenau 9a die Türenfabrik Bossen & Burghardt, die jedoch Mitte der 1950er Jahre zahlungsunfähig wurde.

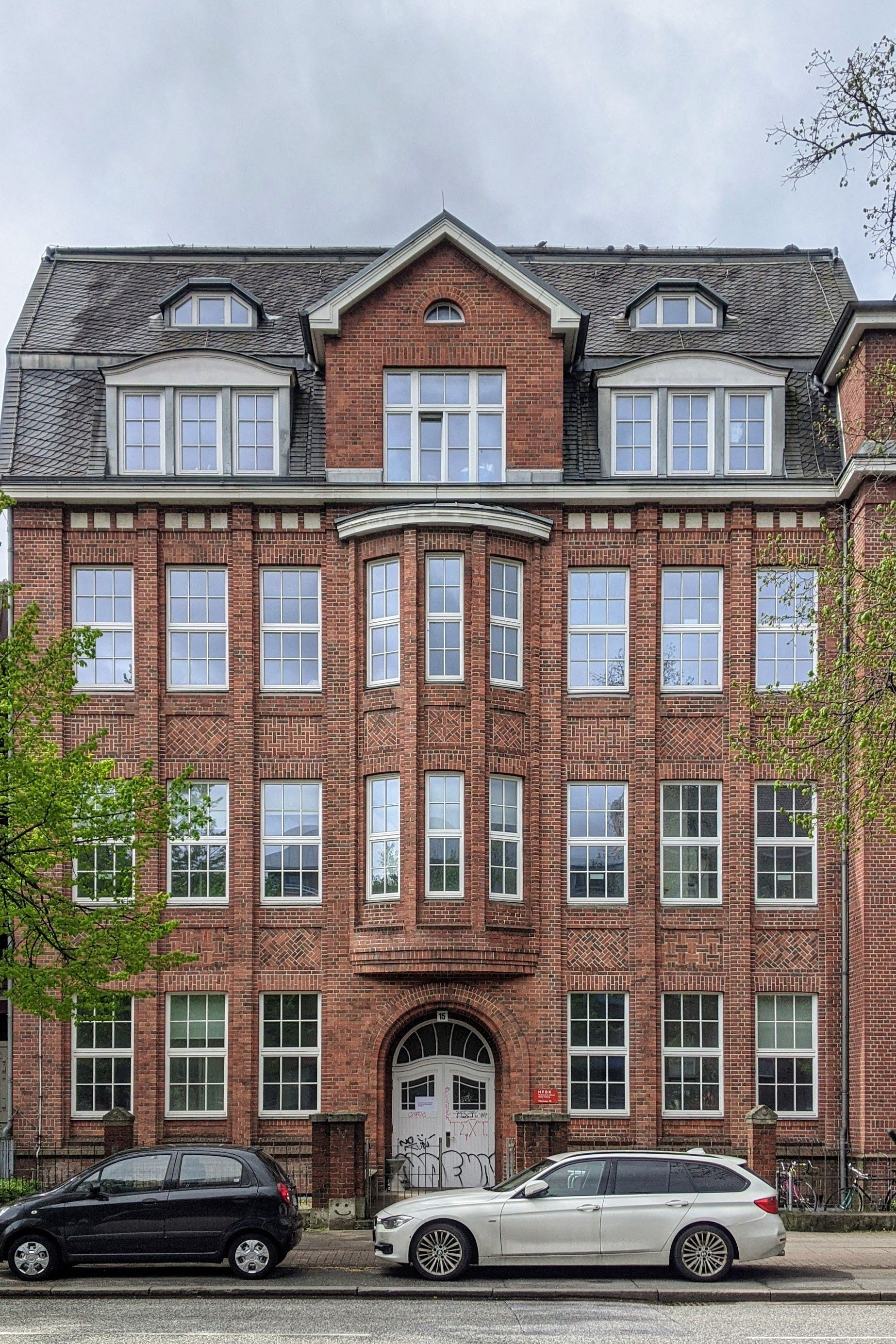
Im ehemaligen Gebäude der Elise-Averdieck-Schule in der Wartenau 15 befindet sich heute eine Außenstelle der Hochschule für bildende Künste.

Gegenüber befand sich in der Hausnummer 10 seit den 1930er Jahren das 1898 von Carl-Friedrich Julius Risch gegründete Möbelhaus Risch, das vor allem für Drehsofas bekannt wurde. Es wurde 1994 Schauplatz eines viel beachteten Raubüberfalls, bei dem das Inhaber-Ehepaar erschossen wurde. Der Sohn der Familie betrieb das Geschäft zunächst weiter, stellte den Geschäftsbetrieb aber 2007 ein.

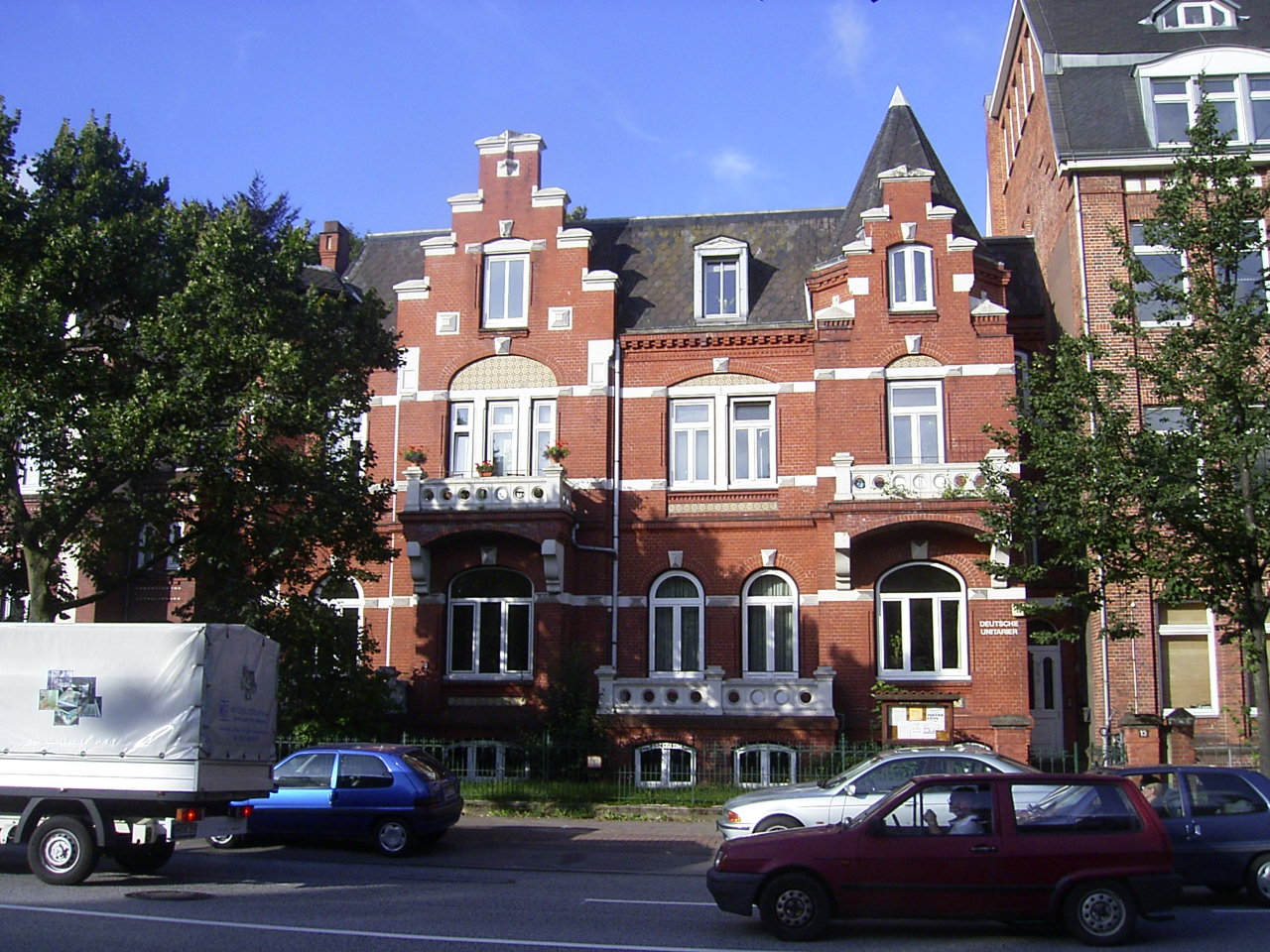
Unitarierhaus in der Wartenau 11–13.

In der Nummer 15 befindet sich das Gebäude der ehemaligen Elise-Averdieck-Schule, erbaut 1911/12 nach Plänen von Martin Haller und Hermann Geißler. Nach dem Umzug der Schule nach Barmbek-Nord 1961 wurde das Gebäude zunächst vom Aufbaugymnasium Wartenau sowie ab 1969 als Dependance der „Werkkunstschule“ an der Armgartstraße (seit 1982 Fachbereich Gestaltung der damaligen Fachhochschule Hamburg) genutzt, Seit Anfang der 1990er Jahre dient es zunächst in den oberen Stockwerken und nunmehr vollständig als Außenstelle der nahegelegenen Hochschule für bildende Künste Hamburg.

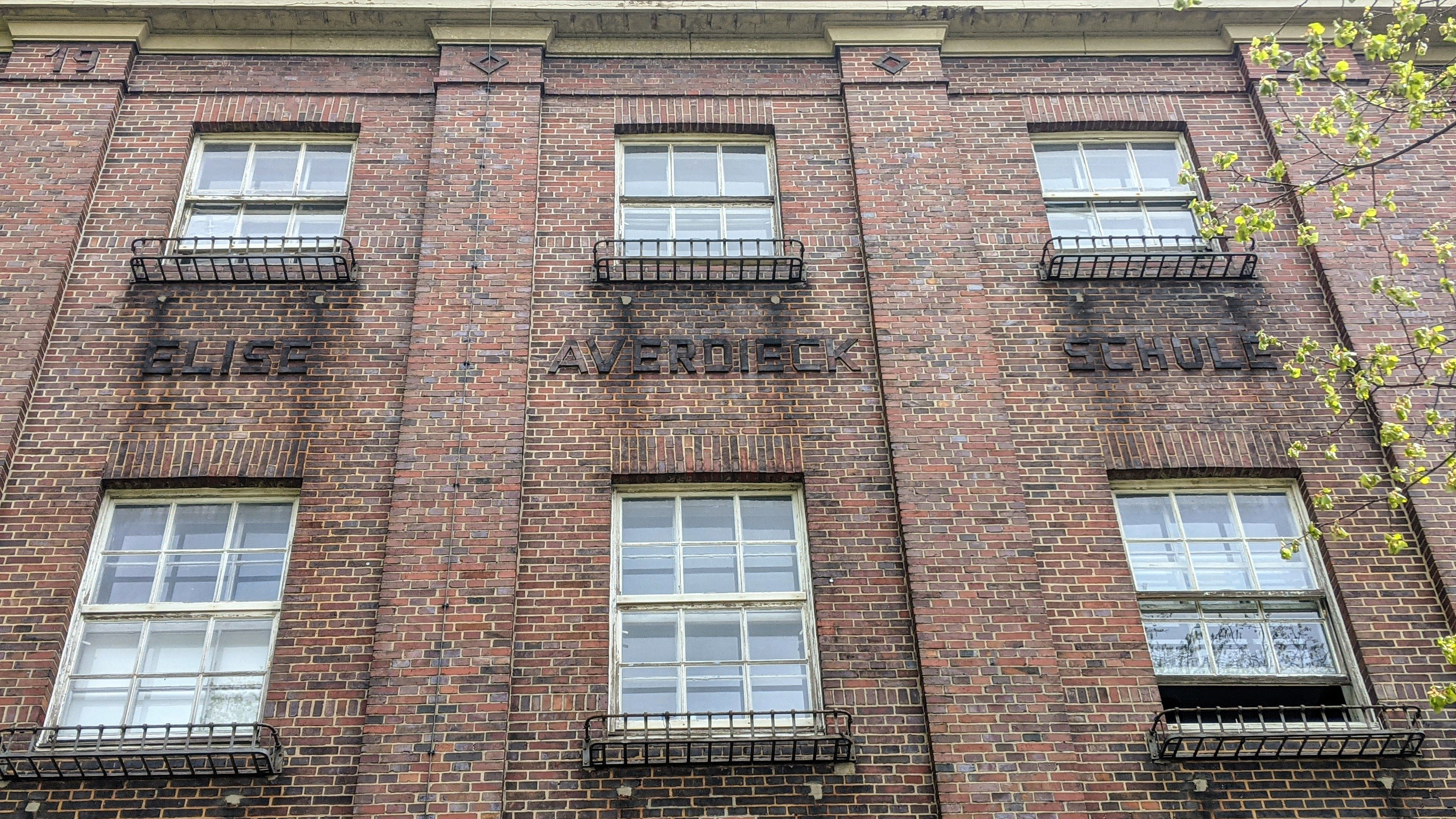
Wartenau 16: Erweiterungsbau der Elise-Averdieck-Schule von 1928, heute Atelierhaus

In dem links davon gelegenen Doppelhaus mit den Hausnummern 11 und 13, das zeitweise ebenfalls von der Elise-Averdieck-Schule und der Werkkunstschule genutzt wurde, befindet sich seit 1970 die Unitarische Akademie.
Gegenüber in Nummer 16 befindet sich auf Eilbeker Seite ein weiteres Schulgebäude aus dem Jahr 1928, das als Erweiterung für die Elise-Averdieck-Schule erbaut und später ebenfalls vom Aufbaugymnasium Wartenau genutzt wurde. Heute wird das Gebäude von der städtischen Hamburger Kreativgesellschaft verwaltet und an Künstler und Kreative vermietet.

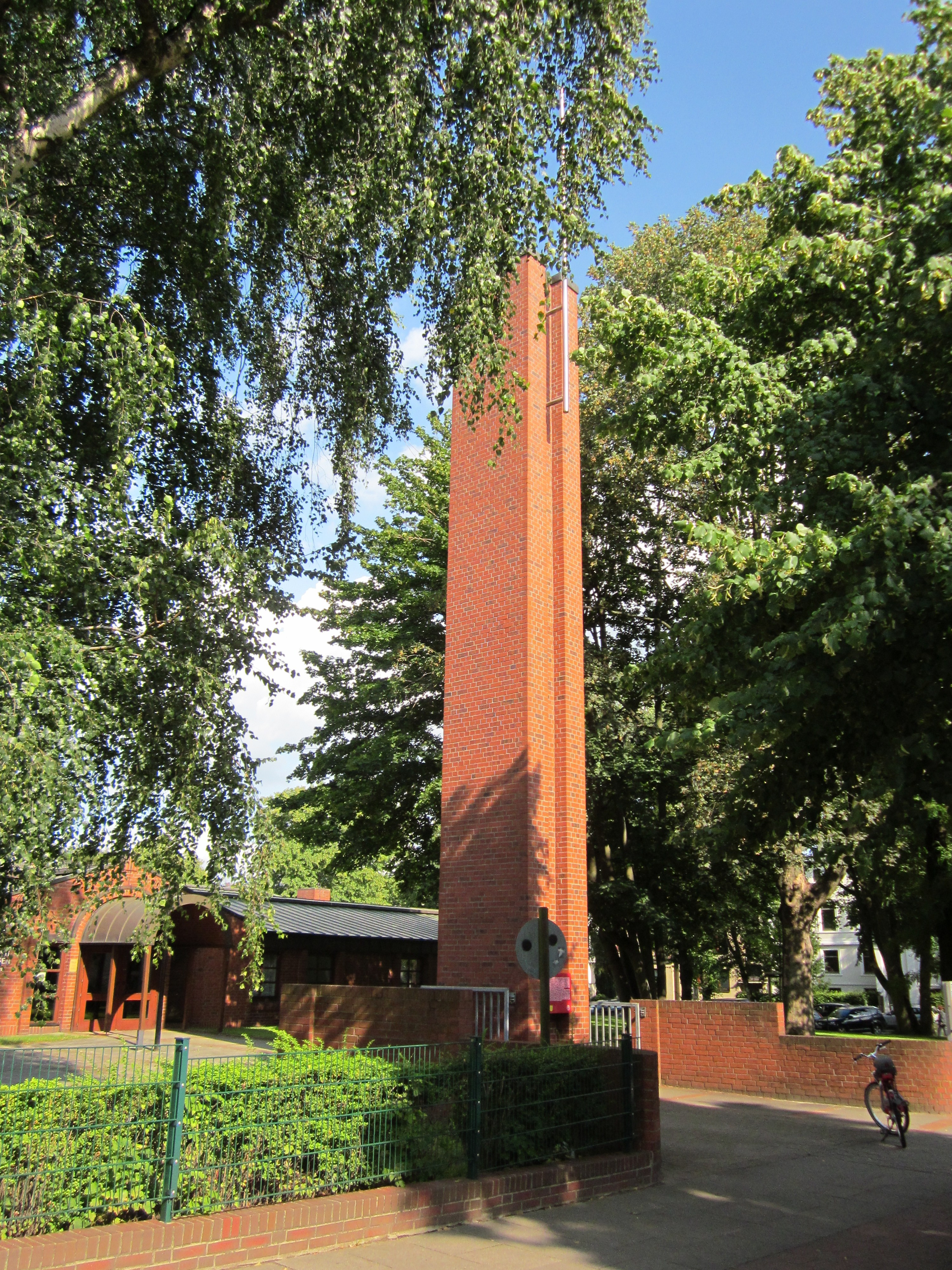
Pfahlhaus der Kirche Jesu Christi der Heiligen der Letzten Tage.

In der Hausnummer 20 steht zwischen Blumenau und Eilenau eine „Pfahlhaus“ genannte Gottesdienststätte der Kirche Jesu Christi der Heiligen der Letzten Tage. Sie wurde im Oktober 1959 eingeweiht. Diese auch als „Mormonen“ bekannte Religionsgemeinschaft betreibt dort auch eine genealogische Forschungsstelle. Vor dem Zweiten Weltkrieg befand sich an dieser Stelle die repräsentative Villa des Kaufmanns und Philanthropen Theodor Tilemann (1820–1897), dessen 1893 für Arbeiterkinder gegründeter „Eilbecker Knabenhort“ (heute: Tilemann-Hort) bis heute in der Ritterstraße fortbesteht.

## Öffentlicher Personennahverkehr

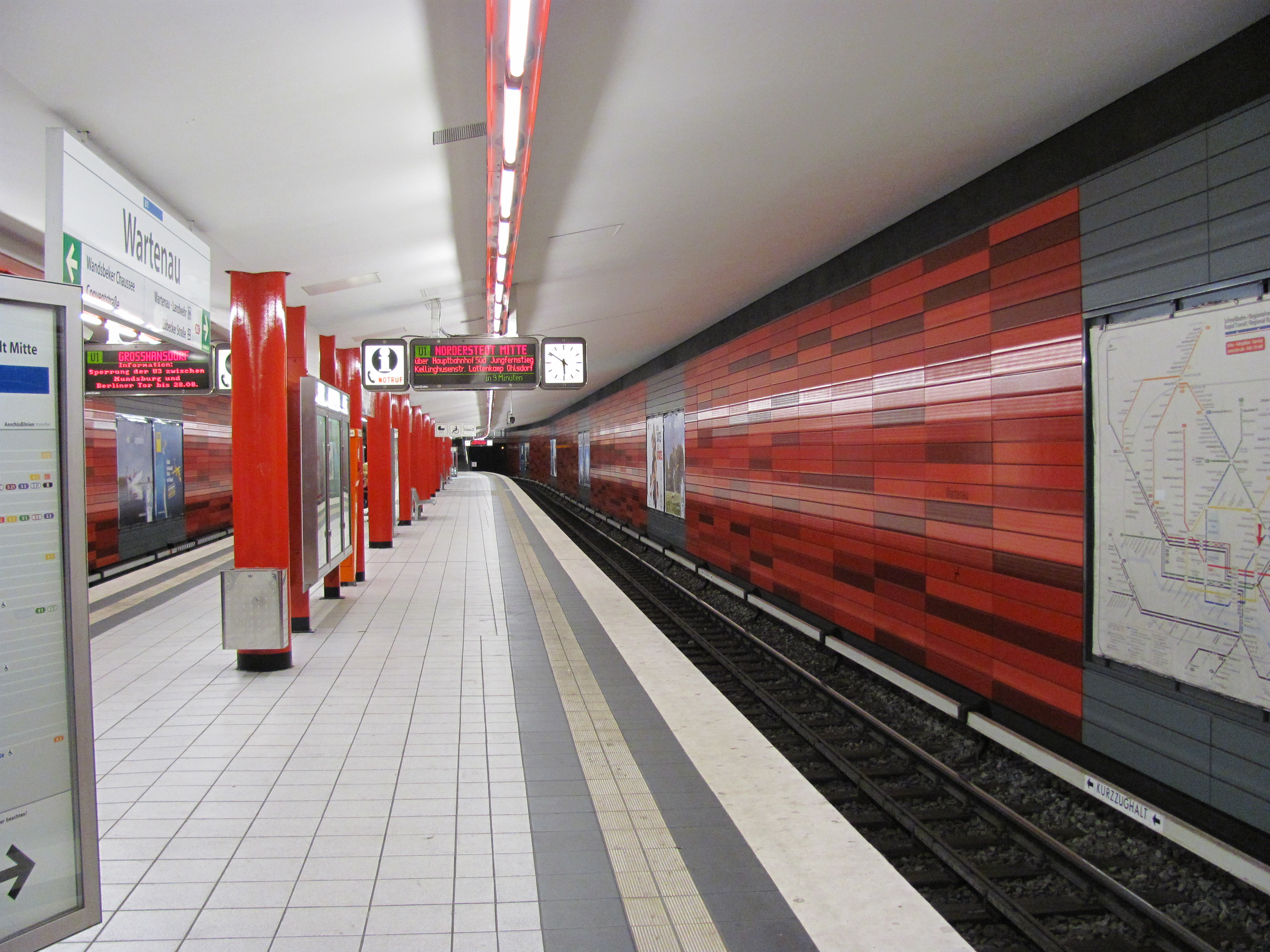
Der U-Bahnhof Wartenau liegt unter der Straßenkreuzung der Wartenau zur Wandsbeker Chaussee in Tunnellage.

An der Straßenecke Wartenau / Wandsbeker Chaussee befindet sich der U-Bahnhof Wartenau der U-Bahn-Linie 1 in Tunnellage. Er wurde 1961 für die Wandsbeker U-Bahn errichtet. Im westlichen Eingangsbereich befindet sich das Wandbild „Ländliche Vorstadt“ von Tom Hops.

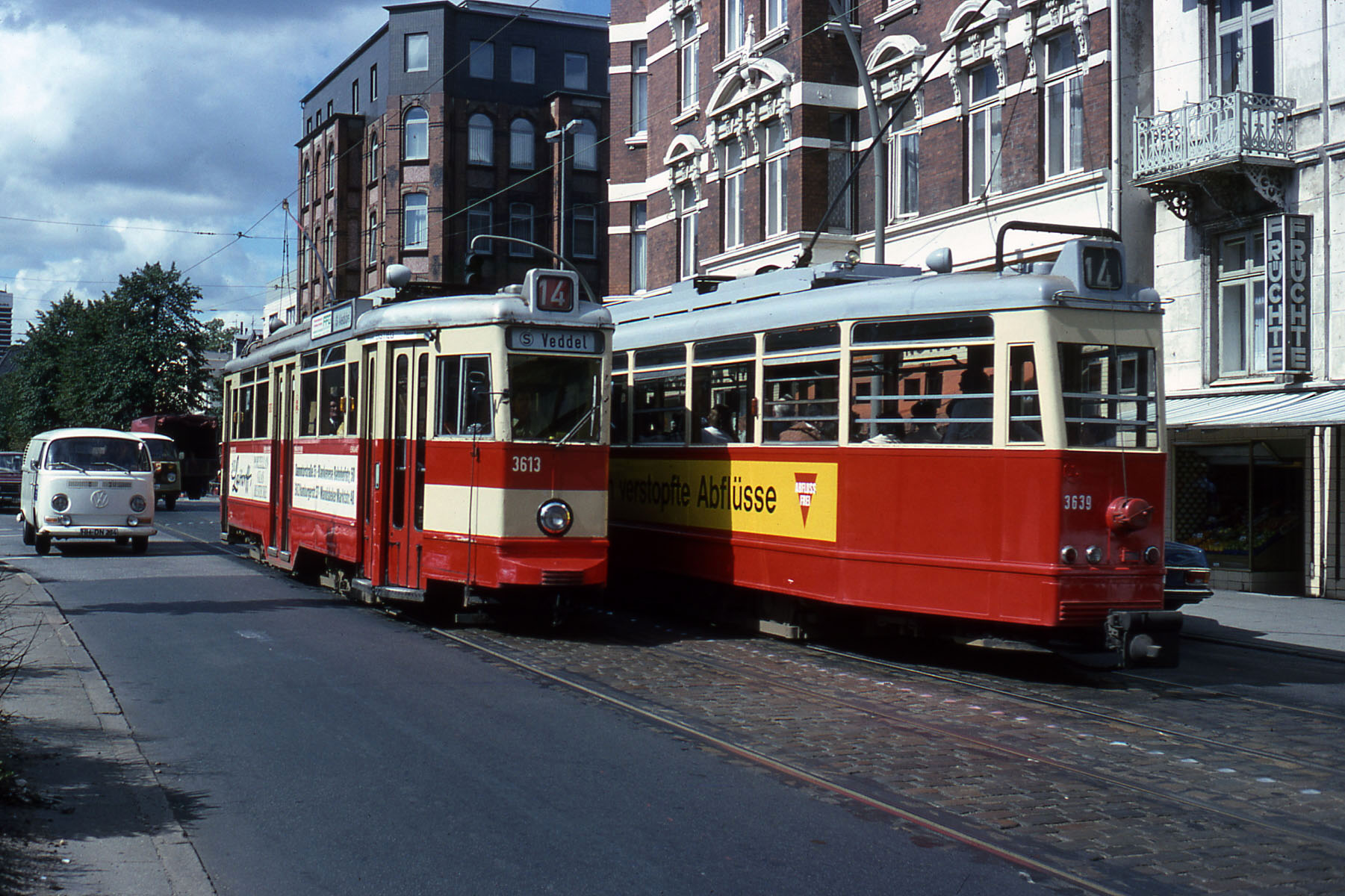
Straßenbahnen der Linie 14 in der Landwehr, der südlichen Verlängerung der Wartenau.

Zum 1. Oktober 1909 fuhr mit der neuen Linie 35 erstmals die Straßenbahn durch die Wartenau. Sie kam vom Mühlenkamp und führte über Mundsburg, Berliner Tor und die Elbbrücken bis auf die Veddel. Diese Strecke wurde später bis zum Goldbekplatz bzw. in den Freihafen verlängert. Ab 1925 bediente zudem die Linie 27 vom Altonaer Rathaus kommend über Schlump, Hallerstraße, Mittelweg und Mühlenkamp und weiter über Mundsburg, Landwehr, Hammer Landstraße bis zur Diagonalstraße in Hamm-Süd die Wartenau. 1954 wurde dann das Liniensystem neu gestaltet und nunmehr fuhren die Linien 14 (St. Pauli, Eimsbüttel, Eppendorf, Winterhude, Uhlenhorst, Berliner Tor, Elbbrücken, Freihafen) und 15 (Elbchaussee, Altonaer Rathaus, Eimsbüttel, Eppendorf, Winterhude, Uhlenhorst, Borgfelde, Hamm) durch die Wartenau. Seit im März 1976 die Linie 15 und im Mai 1977 die Linie 14 eingestellt wurden, fährt die Straßenbahn nicht mehr durch die Straße.
Statt der Straßenbahn fuhr zunächst die Buslinie 106 durch die Wartenau, die auf dem Teilstück von Eppendorf bis zur Veddel die Linie 14 ersetzt hatte. 2001 wurde aus dem 106er die heutige Metrobuslinie 25. Diese verbindet den Bahnhof Mundsburg der U3 mit der Haltestelle Wartenau, an der eine Umsteigemöglichkeit zur U1 und zur Metrobuslinie 16 besteht, die auf der Wandsbeker Chaussee verkehrt. Nachts fährt die Nachtbuslinie 606 durch die Straße. An der Haltestelle Wartenau besteht eine Umsteigemöglichkeit zur Nachtbuslinie 608 auf der B75.